# Milchner
Milchner  ist die Bezeichnung für einen geschlechtsreifen männlichen Fisch. In der Küchensprache bezieht sich der Name auf das Sperma des Fisches, das in der Fischersprache aufgrund seines Aussehens als Milch bezeichnet wird. 
Gebackener Karpfenmilchner, der zu den Innereien zählt, ist eine klassische Speise der Österreichischen Küche, speziell der Wiener Küche.